# 貝尼托·拉曼
貝尼托·拉曼（英語：Benito Raman，1994年11月7日—）是比利時的一位足球運動員。在場上司職前鋒。現效力于比甲球隊安德列治。

## 榮譽

### 球會
根特
- 比利時甲組聯賽A冠軍：2015年
- 比利時超級盃冠軍：2015年

 杜塞多夫
- 德國足球乙級聯賽冠軍：2018年

## 外部連結
- Belgium stats （页面存档备份，存于） at Belgian FA
- Benito Raman （页面存档备份，存于） at WorldFootball.net